# Butembo
Butembo – miasto w Demokratycznej Republice Konga, w pobliżu Jeziora Edwarda, na zachód od masywu Ruwenzori. Około 300 tys. mieszkańców.
W pobliżu kopalnie odkrywkowe złota i diamentów, brak przemysłu, główny szlak handlu obwoźnego pomiędzy Lubero a Goma; używane języki to suahili, lingala i francuski; brak sieci elektrycznej, prąd uzyskiwany z generatorów.